# ベルリーナ・グラモフォン
ベルリーナ・グラモフォン（Berliner Gramophone）は、1895年にエミール・ベルリナーが円盤式蓄音機「グラモフォン」の製造・販売のために設立したアメリカの会社。後に1901年にエルドリッジ・R・ジョンソンが設立したビクタートーキングマシン社の母体となる。また、英グラモフォン（現・英EMI、英HMV）の母体でもある。